# Boniface Tumuti
Boniface Mucheru Tumuti (Laikipia, 2 maggio 1992) è un ostacolista e velocista keniota, specializzato nei 400 metri ostacoli e nei 400 metri piani.

## Palmarès
| Anno | Manifestazione          | Sede           | Evento      | Risultato  | Prestazione | Note                                     |
| ---- | ----------------------- | -------------- | ----------- | ---------- | ----------- | ---------------------------------------- |
| 2010 | Mondiali juniores       | Moncton        | 400 m piani | Batteria   | 48"85       |                                          |
| 2010 | Mondiali juniores       | Moncton        | 400 m hs    | 8º         | 52"16       |                                          |
| 2010 | Mondiali juniores       | Moncton        | 4×400 m     | Batteria   | 3'12"18     | Miglior prestazione personale stagionale |
| 2010 | Campionati africani     | Nairobi        | 400 m hs    | Semifinale | 51"94       |                                          |
| 2012 | Campionati africani     | Porto-Novo     | 400 m hs    | Bronzo     | 49"45       |                                          |
| 2012 | Campionati africani     | Porto-Novo     | 4×400 m     | Bronzo     | 3'04"12     |                                          |
| 2012 | Giochi olimpici         | Londra         | 400 m hs    | Batteria   | 50"33       |                                          |
| 2012 | Giochi olimpici         | Londra         | 4×400 m     | Batteria   | dq          |                                          |
| 2014 | World Relays            | Nassau         | 4×400 m     | 15º        | 3'05"81     |                                          |
| 2014 | Giochi del Commonwealth | Glasgow        | 400 m hs    | 6º         | 49"99       |                                          |
| 2014 | Giochi del Commonwealth | Glasgow        | 4×400 m     | Batteria   | dq          |                                          |
| 2014 | Campionati africani     | Marrakech      | 400 m piani | Bronzo     | 45"07       |                                          |
| 2014 | Campionati africani     | Marrakech      | 400 m hs    | Batteria   | dns         |                                          |
| 2014 | Campionati africani     | Marrakech      | 4×400 m     | Bronzo     | 3'07"35     |                                          |
| 2015 | Mondiali                | Pechino        | 400 m hs    | 5º         | 48"33       |                                          |
| 2016 | Campionati africani     | Durban         | 400 m hs    | Oro        | 49"21       |                                          |
| 2016 | Campionati africani     | Durban         | 4×400 m     | Argento    | 3'04"25     |                                          |
| 2016 | Giochi olimpici         | Rio de Janeiro | 400 m hs    | Argento    | 47"78       | Record nazionale                         |